# تماس (فیلم کره جنوبی ۲۰۲۰)
تماس (به کره‌ای: 콜) (به انگلیسی: The Call) فیلمی در ژانر دلهره‌آور و ترسناک محصول سال ۲۰۲۰ سینمای کره جنوبی به کارگردانی لی چونگ هیون با بازی پارک شین هه و جون جونگ-سو است. این فیلم با الهام از فیلم بریتانیایی و پورتوریکویی تماس گیرنده (۲۰۱۱) ساخته شده‌است.

## داستان
دو نفر در زمان‌های مختلف زندگی می‌کنند. سئون در زمان حال زندگی می‌کند و سوک در گذشته زندگی می‌کند. یک تماس تلفنی این دو را به هم متصل می‌کند و زندگی آن‌ها به صورت غیرقابل بازگشتی تغییر می‌کند و…

## تولید
فیلمبرداری این فیلم در ۳ ژانویه ۲۰۱۹ آغاز شد و در ۲ آوریل ۲۰۱۹ به پایان رسید.
در ابتدا انتظار میرفت در مارس ۲۰۲۰ در کره جنوبی اکران شود به دلیل شیوع کروناویروس لغو شد و در نهایت ۲۷ نوامبر ۲۰۲۰ در نتفلیکس منتشر شد.

## بازیگران
- پارک شین-هه در در نقش سئو یون
- جئون جونگ سئو در نقش اوه یانگ سوک
- کیم سونگ ریونگ در نقش یون آئه ، مادر سئو یون
- لی ال در نقش ، مادر یونگ سوک
- اوه جونگ سه در نقش سونگ هو
- لی دونگ هووی در نقش بائک می هیون
- پارک هو سان در نقش آقای کیم (پدر سئو یون)